# بيتر والتر
بيتر والتر (Peter Walter) أو بالألمانية: بيتر فالتر (ولد في برلين الغربية في 5 ديسمبر 1954) هو عالم أحياء جزيئية وكيمياء حيوية ألماني-أمريكي، يعمل أستاذًا بجامعة كاليفورنيا في سان فرانسيسكو.

## تعليمه
حصل فالتر على درجة البكالوريوس في العلوم في مجال الكيمياء من جامعة برلين الحرة، ثم درجة الماجستير في الكيمياء العضوية من جامعة فاندربلت، ثم درجة الدكتوراه في الكيمياء الحيوية من جامعة روكفلر. وهو حاليًا أستاذ بجامعة كاليفورنيا في سان فرانسيسكو، وكان رئيسًا لقسم الكيمياء الحيوية والفيزياء الحيوية بها، وهو أيضًا باحث بمعهد هوارد هيوز الطبي وعضو بالأكاديمية الوطنية للعلوم.

## الجوائز
- ميدالية أوتو فاربورغ (2011)[5]
- جائزة لاسكر (2014)
- جائزة شو (2014)
- تقاسم مع الياباني كازوتوشي موري عدة جوائز، من بينها:
  - جائزة ويلي للعلوم الطبية الحيوية (بالإنجليزية: Wiley Prize in Biomedical Sciences)‏ سنة 2005.[6]
  - جائزة مؤسسة غيردنر الدولية (2009)[7]
  - جائزة شو لعلوم الحياة والطب (2014)[8]
  - جائزة ألبرت لاسكر للأبحاث الطبية الأساسية (2014)[9]